# I Will Be Gone
I Will Be Gone è un EP della band power metal Primal Fear pubblicato il 9 aprile 2021.
Il disco è composto da 4 inediti, la title track è invece una riedizione del brano già proposto nel disco precedente, Metal Commando, qui presentanto in  duetto con Tarja Turunen (ex-Nightwish). Il brano è accompagnato dall'omonimo videoclip di lancio.

## Tracce
1. I Will Be Gone (feat. Tarja Turunen)  - 04:29
2. Vote For No Confidence  - 06:07
3. Rising Fear  - 01:41
4. Leave Me Alone  - 04:05
5. Second To None  - 04:14

## Formazione
- Ralf Scheepers - voce
- Magnus Karlsson - chitarra
- Tom Naumann - chitarra
- Alex Beyrodt - chitarra
- Mat Sinner - basso, cori
- Michael Ehré - batteria